# Liste du patrimoine immobilier classé de Walcourt
Cette page regroupe l'ensemble du patrimoine immobilier classé de la ville belge de Walcourt.
| Objet | Année de construction / Architecte | Adresse                             | Section communale | Coordonnées                      | Numéro d’inventaire | Illustration |
| --- | ---------------------------------- | ----------------------------------- | ----------------- | -------------------------------- | ------------------- | --- |
| Basilique Notre-Dame, ancienne collégiale Saint-Materne                                                                                          | 13e-17e eeuw                       |                                     |                   | 50° 15′ 06″ nord, 4° 25′ 55″ est | 93088-CLT-0001-01   | Basilique Notre-Dame, ancienne collégiale Saint-Materne                                                                            |
| La porte d'entrée de l'ancienne abbaye du Jardinet                                                                                               |                                    |                                     |                   | 50° 15′ 28″ nord, 4° 26′ 05″ est | 93088-CLT-0002-01   | La porte d'entrée de l'ancienne abbaye du Jardinet                                                                                 |
| Ensemble formé par l'assiette de la ruelle Frère Hugo et les façades des immeubles construits en bordure de cette artère                         |                                    |                                     |                   | 50° 15′ 10″ nord, 4° 25′ 57″ est | 93088-CLT-0003-01   | Ensemble formé par l'assiette de la ruelle Frère Hugo et les façades des immeubles construits en bordure de cette artère           |
| Château-ferme de Trazegnies, à Berzée |                                    | Rue Bout-de-la-Haut n°s 2-4, Berzée |                   | 50° 17′ 03″ nord, 4° 24′ 09″ est | 93088-CLT-0004-01   | Château-ferme de Trazegnies, à Berzée                                                                                              |
| L'église Sainte-Marguerite |                                    |                                     |                   | 50° 17′ 05″ nord, 4° 24′ 13″ est | 93088-CLT-0005-01   | Image manquanteTéléverser |
| L'église Saint-Lambert et le mur de clôture de l'ancien cimetière qui l'entoure                                                                  |                                    |                                     |                   | 50° 16′ 40″ nord, 4° 29′ 40″ est | 93088-CLT-0006-01   | L'église Saint-Lambert et le mur de clôture de l'ancien cimetière qui l'entoure                                                    |
| Tour de l'église Saints-Pierre-et-Paul |                                    |                                     |                   | 50° 16′ 57″ nord, 4° 25′ 34″ est | 93088-CLT-0009-01   | Tour de l'église Saints-Pierre-et-Paul                                                                                             |
| L'église Saint-Remi (trois premières travées des nefs, transept et chœur)                                                                        |                                    |                                     |                   | 50° 14′ 23″ nord, 4° 29′ 38″ est | 93088-CLT-0010-01   | Image manquanteTéléverser |
| Chapelle Saint-Feuillen de Mertenne (y compris la sacristie) et les murs du cimetière (M) et ensemble formé par cette chapelle et ses abords (S) |                                    |                                     |                   | 50° 15′ 48″ nord, 4° 21′ 58″ est | 93088-CLT-0011-01   | Image manquanteTéléverser |
| Ensemble formé par la chapelle Notre-Dame de l'Assomption et ses abords au hameau de Fairoul                                                     |                                    |                                     |                   | 50° 15′ 14″ nord, 4° 29′ 13″ est | 93088-CLT-0012-01   | Ensemble formé par la chapelle Notre-Dame de l'Assomption et ses abords au hameau de Fairoul                                       |
| Ancien moulin de Thy-le-Château (façades, toitures et la machinerie interne) et son bief (M) et établissement d'une zone de protection (ZP)      |                                    |                                     |                   | 50° 16′ 36″ nord, 4° 24′ 31″ est | 93088-CLT-0013-01   | Image manquanteTéléverser |
| L'ensemble de la basilique Notre-Dame, ancienne collégiale Saint-Materne à l'exception de l'orgue (partie instrumentale et buffet)               |                                    |                                     |                   | 50° 15′ 06″ nord, 4° 25′ 55″ est | 93088-PEX-0001-04   | L'ensemble de la basilique Notre-Dame, ancienne collégiale Saint-Materne à l'exception de l'orgue (partie instrumentale et buffet) |